# Carl-Ernst Büchting

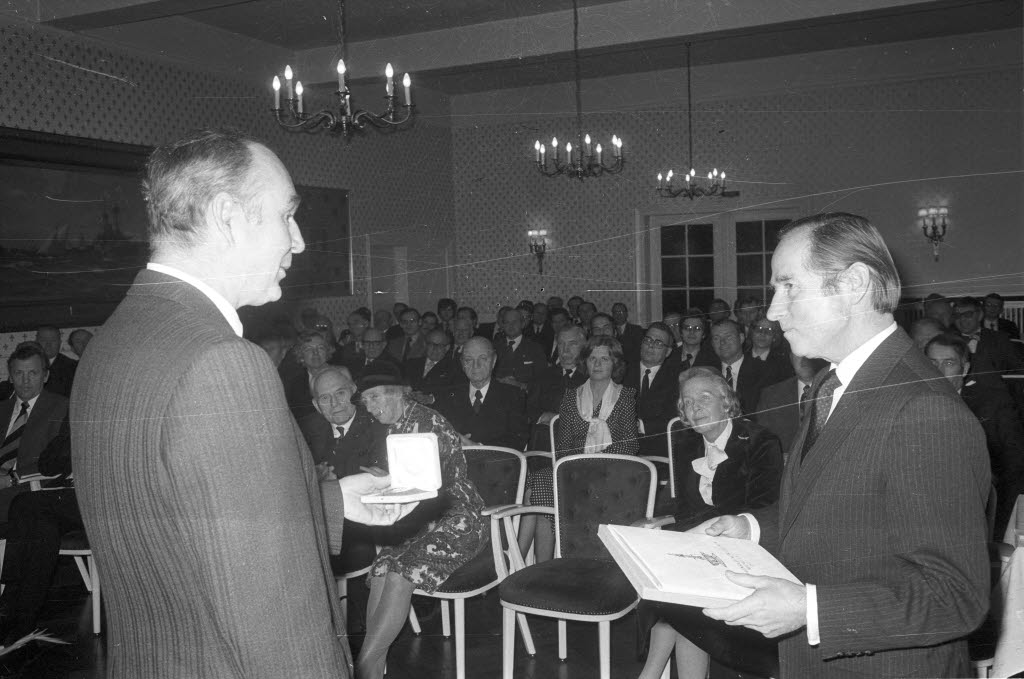
Carl-Ernst Büchting (re.) bei der Verleihung der Johann-Heinrich-von-Thünen-Medaille durch Gerhard Geisler (1968)

Carl-Ernst Büchting (* 6. September 1915 in Klein Wanzleben; † 1. Mai 2010 in Einbeck) war ein deutscher Agrarwissenschaftler und Vorstandsvorsitzender der KWS Saat.

## Leben
Carl-Ernst Büchting war der Sohn des Unternehmers Karl Büchting und seiner Ehefrau Annemarie, geb. Giesecke, und der Enkel des Ökonomierats Ernst Giesecke (1859–1930) und Urenkel von Julius Giesecke. Er war verheiratet mit Johanne M. Rabbethge, der Urenkelin des Firmengründers Matthias Christian Rabbethge. Gemeinsam hat das Paar zwei Töchter und einen Sohn. Der Sohn ist Andreas Büchting, der heute die Leitung des Aufsichtsrats der KWS Saat SE innehat.
1934 bestand er am Arndt-Gymnasium in Berlin-Dahlem das Abitur und absolvierte anschließend in Kopenhagen eine kaufmännische Volontärzeit. Daran schlossen sich Praktika in den Zuckerfabriken Salzwedel und Klein Wanzleben an. 1937 nahm er an der Friedrich-Wilhelm-Universität Berlin ein Studium der Zuckertechnologie auf, das er mit dem Staatsexamen als Diplom-Zuckerfabriksingenieur abschloss. 1942 promovierte er zum Dr. agr.
Am Zweiten Weltkrieg nahm er als Stabsoffizier im Rang eines Leutnants in der Aufklärungsabteilung der 22. Infanterie-Division teil. Er geriet in amerikanische Kriegsgefangenschaft, aus der er am 18. Juni 1945 zurückkehrte. Er half Vater und Schwiegervater, das Unternehmen KWS Saat nach Einbeck zu überführen. 1951 wurde er Vorstandsmitglied und gehörte dem Vorstand und Aufsichtsrat bis 1993 als Vorsitzender an.
Seit 1949 war Carl-Ernst Büchting förderndes Mitglied der Max-Planck-Gesellschaft und zudem viele Jahre Vorsitzender im Kuratorium des Max-Planck-Instituts für Züchtungsforschung in Köln.
Etwa 1951 erwarb er den ehemaligen Kriegsfischkutter Helgoland.

## Auszeichnungen
- 1968: Johann-Heinrich-von-Thünen-Medaille in Gold der Alfred Toepfer Stiftung F.V.S.
- 1975: Bundesverdienstkreuz 1. Klasse
- 1987: Ehrenbürger der Georg-August-Universität Göttingen
- 1991: Thünen-Thaer-Medaille der Albrecht-Thaer-Gesellschaft
- 1991: Großes Verdienstkreuz des Verdienstordens der Bundesrepublik Deutschland
- 1995: Ehrenbürger der Gemeinde Klein Wanzleben
- Verdienstkreuz 1. Klasse des Niedersächsischen Verdienstordens

## Schriften
- Entwicklung und heutiger Stand der Behandlung der Zuckerfabrikabwässer, unter besonderer Berücksichtigung der Diffusionswasserrücknahme. Dissertation. Universität Berlin, 1942.

## Stiftungen
- AKB Stiftung zur Förderung von Religion, Kultur und Wissenschaft.